# Claudia Ruiz Massieu Salinas
Claudia Ruiz Massieu Salinas   (Ciutat de Mèxic, 10 de juliol de 1972) és una advocada i política, militant del Partit Revolucionari Institucional. Va ser diputada federal en la LXI Legislatura del Congrés de la Unió de Mèxic. Va ser designada com a coordinadora de Drets Humans i Transparència en l'equip de la transició presidencial del president electe. El 30 de novembre del 2012 va ser nomenada com a titular de la Secretaria de Turisme de la nació, formant part del gabinet del president Enrique Peña Nieto El 27 d'agost de 2015 va ser designada secretària de Relacions Exteriors.

## Biografia
Filla de José Francisco Ruiz Massieu i Adriana Salines de Gortari, neboda de l'ex president Carlos Salines de Gortari. El seu pare va ser governador de l'estat de Guerrero i secretari general del Comitè Executiu Nacional del PRI. Va estudiar Dret a la Universitat Iberoamericana, Campus Santa Fe, on es va titular de llicenciada amb la tesi: Pensament jurídic de José Francisco Ruiz Massieu en dret constitucional i dret administratiu.
Compta amb estudis d'especialitat en ciència política cursats al Centre d'Estudis Polítics i Constitucionals de Madrid, Espanya. Actualment és candidata a doctor en Dret Públic i Filosofia Jurídica per la Universitat Autònoma de Madrid, Espanya.

## Activitat partidista
Militant del Partit Revolucionari Institucional (PRI) des de 1992 on ha exercit els següents càrrecs:
-Sotssecretària del Moviment de Vinculació Ciutadana de la Confederació Nacional d'Organitzacions Populars del PRI. (2002-2003).
-Vicepresidenta de la Fundació Colosio en el Districte Federal. (2006).
-Secretària coordinadora del Moviment Nacional de Vinculació Ciutadana del PRI. (2009).
Va ser candidata al senat per l'estat de Guerrero en les eleccions federals de 2012.

## Carrera professional

### Organismes públics
El 4 de gener de 2007 va ser nomenada com a coordinadora general de Planejament, Desenvolupament i Innovació Institucional de la Procuraduria General de la República. En el 2006 va ser Coordinadora d'Assessors del Secretariat Executiu del Sistema Nacional de Seguretat de la Secretaria de Seguretat Pública Federal.
El 30 de novembre de 2012, en un comunicat de premsa, el president electe Enrique Peña Nieto va designar oficialment a Claudia Ruiz Massieu com a titular de la secretària de turisme, formant part del gabinet del president Enrique Peña Nieto des de l'1 de desembre de 2012. El 27 d'agost de 2015 va ser nomenada secretària de Relacions Exteriors.

### Institucions acadèmiques
A la Universitat Nacional Autònoma de Mèxic, dins de l'Institut de Recerques Jurídiques, es va exercir com a assistenta de recerca a partir de l'any 1995 fins a l'any 1997, passant després a formar part del cos tècnic acadèmic de la unitat de comerç internacional de l'Institut de Recerques Jurídiques. Professora a l'àrea de Dret i Sistemes Jurídics Contemporanis de la Universitat d'Anáhuac del Sud.

### Mitjans electrònics i impresos
És articulista en la revista Confluencia XXI i editorialista del periòdic L'Universal i comentarista al canal de televisió Efekto TV. Articulista de la revista Código Topo, de Excélsior (2009). Comentarista en la tercera emissió d'Imatge Informativa a càrrec de Jorge Fernández Menéndez (2009). Columnista en el diari La Crónica de Hoy, Mèxic (1996-2006).

## Càrrecs d'elecció plurinominal

### LIX legislatura del H. Congrés de la Unió
Diputada federal en la LIX legislatura del H. Congrés de la Unió durant el període 2003 al 2006.

### LXI legislatura del H. Congrés de la Unió
Diputada en la LXI Legislatura del H. Congrés de la Unió del 2009 al 2012, on va formar part de les següents comissions:
- Secretària de la Comissió de Governació.
- Integrant de la Comissió d'Hisenda i Crèdit Públic.
- Integrant de la Comissió de Pressupost i Compte Públic.
- Integrant de la Comissió Especial per analitzar el Pressupost de Despeses Fiscals.
- Integrant del Comitè del Centre d'Estudis de Finances Públiques.
- Integrant de la Comissió Mixta Mèxic-Unió Europea.
- Integrant de la Comissió Mixta Mèxic-Estats Units.

## Equip de transició presidencial
El 4 de desembre de 2012 és nomenada secretària de Turisme pel president electe de Mèxic Enrique Peña Nieto, formant així part de l'equip de transició.